# Buhid (skrift)
Buhid är ett inhemskt filippinskt skriftsystem tillhörande brahmi-familjen. Det används av mangyan-folket för att skriva språket buhid.

## Beskrivning
Buhid är en abugida vilket innebär att varje bokstav representerar antingen en vokal eller en konsonant med en medföljande vokal a. För att ändra den medföljande vokalen kan ett diakritiskt tecken användas som skrivs ovanför (för e och i) eller under bokstaven (för o och u). I vissa fall kombineras diakriten med bokstaven som då delvis ändrar form.
| ᝀ  | ᝁ  | ᝂ  | ᝃ  | ᝄ  | ᝅ   | ᝆ  | ᝇ  | ᝈ  |
| -- | -- | -- | -- | -- | --- | -- | -- | -- |
| a  | i  | u  | ka | ga | nga | ta | da | na |
| ᝉ  | ᝊ  | ᝋ  | ᝌ  | ᝍ  | ᝎ   | ᝏ  | ᝐ  | ᝑ  |
| pa | ba | ma | ya | ra | la  | wa | sa | ha |

## Datoranvändning
I Unicode har buhid tilldelats kodpunkterna U+1740–U+175F.